# Viktorin Šulc
Viktorin Šulc (9. října 1870 v Lysé nad Labem – 20. března 1946 v Praze) byl český architekt a malíř. Byl dědečkem z matčiny strany české filmové kritičky Evy Zaoralové.

## Život
V letech 1890–1897 absolvoval architekturu na České vysoké škole technické v Praze. Poté krátce působil ve službách města Prahy. V září 1899 nastoupil do funkce profesora na České státní průmyslové škole v Plzni, kde zůstal až do roku 1912. Na vlastní žádost byl pak přeložen na Státní průmyslovou školu v Betlémské ulici č. 4 v Praze. V roce 1919 byl povolán na Ministerstvo školství a národní osvěty, kde zastával post ředitele odboru průmyslových škol, následně byl jmenován ministerským inspektorem a v roce 1922 ministerským radou. Byl místopředsedou kvalifikační komise pro přiznávání stavovského titulu „inženýr“ a členem Jednoty výtvarných umělců. Účastnil se mnoha soutěží v nichž obdržel více než (většinou prvních) 40 cen. Vypracoval řadu projektů (fasády staveb, výstavní pavilony, městské nájemní, bankovní a obchodní domy, vily, školy, radnice, nemocnice, sirotčince, mosty, regulace zástavby) pro Plzeň, širší okolí i vzdálenější místa (Litomyšl, Mladá Boleslav, Písek, Týnice nad Sázavou, Přerov aj.). S architekty J. Šulou a J. Velflíkem, vypracoval návrh Smetanova domu v Litomyšli, podobně s pražským architektem Richardem Klenkou návrh českého Národního divadla v Brně . V letech 1910–1912 navrhl radnici Slezské Ostravy. Je také autorem radnice v Pacově. Jeho tvorba vycházela z pozdního historismu. Eklekticky uplatňoval tvarosloví renesance, baroka a secese, vždy však s inklinací k historismu a dekorativismu. Po první světové válce v jeho díle převážil nový klasicismus. Byl členem spolku Myslbek a Jednoty umělců výtvarných.

## Stavby
- Sokolovna (s Janem Šulou), U lanové dráhy 609/3, Praha - Malé Strana, 1897
- Výstaviště První mezinárodní výstavy pro umění kuchařské a hostinství (s K. Bublou, V. Skálou ad.) Štruncovy sady, Plzeň, 1903–1904
- Smetanův dům, Litomyšl, s Janem Šulou a Josefem Velflíkem, 1903–1905
- Městská obchodní škola, Šalounova 919, Hořice, 1909
- Fasáda dělnického domu, Pobřežní ul., Plzeň 1909
- Nájemný dům na Doudlevecké třídě, Plzeň, 1911
- Nájemný dům na Klatovské třídě, Plzeň, 1911
- Radnice, (s J. Volencem a J. Vysloužilem), Slezská Ostrava, 1910–1912
- Čekárna elektrické dráhy s podzemním záchodkem, nám. Republiky, Plzeň, 1911–1915
- Budova školy, Starý Plzenec, 1912–1914
- Přístavba spořitelny, Domažlice, 1914
- Obecná škola chlapecká a dívčí, Praha-Košíře, 1914-1917
- Gymnázium Na Zatlance 1330/11, Praha-Smíchov, 1915–1917
- Rodinné domy na Ořechovce (s Janem Vodňarukem), Špálova ul., Praha-Střešovice, 1919–1922
- Radnice, Pacov, 1921–1923 [4]
- Okresní dům, Horní Brašov 16, Týn nad Vltavou, 1923–1924
- Budova sklářské školy (s Janem Vodňarukem), Smetanovo zátiší 470, Železný Brod,1924–1925
- Státní keramická škola (dnes. Hollarka), Hollarovo nám. 2, Praha-Vinohrady, 1929-30